# Christian Dior
Christian Ernest Dior /kʁisˈtjɑ̃ djɔːʁ/ (Granville, 21 gennaio 1905 – Montecatini Terme, 24 ottobre 1957) è stato uno stilista e imprenditore francese che rilanciò nel dopoguerra la moda parigina, ridandole rilievo e prestigio internazionale.

## Biografia
Christian Dior, figlio di un industriale, Maurice Dior, e di Madeleine Martin, anche lei nello stesso ramo del marito, assecondò il desiderio dei propri genitori frequentando l'École des Sciences Politiques dal 1920 al 1925. Alla fine Dior lasciò gli studi, e grazie all'aiuto finanziario del padre nel 1928 riuscì ad aprire una piccola galleria d'arte, che però dovette chiudere pochi anni dopo per via del crollo dell'azienda di famiglia. Dal 1937 al 1939 lo stilista lavorò con Robert Piguet finché non fu chiamato per il servizio militare. Nel 1942 Dior cominciò a lavorare presso la casa di moda di Lucien Lelong, dove lui e Pierre Balmain diventarono i principali stilisti.
L'8 ottobre 1946 Dior aprì un suo atelier a Parigi con l'aiuto finanziario di Marcel Boussac, il re del cotone. Dior riuscì nell'impresa di rivoluzionare la moda degli anni quaranta, introducendo uno stile e un'idea di femminilità completamente nuovi. La donna di Dior aveva spalle arrotondate rispetto a quelle imbottite precedentemente in uso; gonna lunga a forma di corolla a venti centimetri dal suolo; vita di vespa ottenuta con un leggero bustino, la celebre guêpière; tessuti raffinati e costosi, che sostituirono il panno usato durante la guerra. L'abbondanza di stoffa dei suoi modelli fu di non poco aiuto alla ripresa dell'industria tessile. La sua linea, detta New Look, fu lanciata nel 1947 in America, dove nel 1948 aprì la boutique Dior New York. 
Christian Dior è uno dei fondatori dell'haute couture ed è considerato una delle tre influenze dominanti sull'alta moda insieme a Jacques Fath e Pierre Balmain.
Ogni anno Dior immise sul mercato nuove idee creando un'attesa ed una tensione continua. Al Corolle e En Huit del 1947 seguirono:
- nel 1949 la linea illusione a pannelli intercambiabili.
- nel 1950 la linea verticale con le gonne a tubo e braccia nude.
- nel 1951 la linea lunga con gonne strutturate per dare più slancio al busto.
- nel 1952 la linea sinuosa con la vita sciolta e la gonna più corta.
- nel 1953 la linea tulipano che valorizzava il seno.
- nel 1954 la linea H che uniformava il seno alla linea del corpo.
- nel 1955 la linea A dalle gonne ampie e le spalle strette.
- nel 1956 la linea a freccia che assottigliava la figura.
- nel 1957 la linea a sacco o a fuso.

Fu anche il primo ad associare sistematicamente lo stile degli accessori alla linea dei vestiti, vendendo, insieme ai modelli, scarpe, borse, foulard, profumi e perfino lo smalto per unghie.
Dior estese la sua attività in 24 paesi, e portò il suo giro d'affari a sfiorare il miliardo di lire dell'epoca, una cifra enorme.

### Morte
Christian Dior morì il 24 ottobre 1957 al Grand Hotel & La Pace di Montecatini Terme dopo una partita di canasta con un gruppo di amici. Fu infatti trovato morto nella sua camera dalla sua più stretta collaboratrice e da un medico; era rimasto vittima di un arresto cardiaco all'età di 52 anni.
Dopo la sua morte la maison Dior ha continuato la sua attività con Yves Saint Laurent, Marc Bohan, Gianfranco Ferré, John Galliano, Raf Simons e infine Maria Grazia Chiuri, che ne ha assunto la direzione creativa per l'universo femminile nel 2016.
Sin dall'infanzia trascorsa a Granville, nel giardino dell'Eden coltivato dalla madre, Christian Dior ha avuto una passione per il mughetto. Così questo fiore è diventato il suo portafortuna. Durante i défilé, era solito avere un mazzolino di mughetti in tasca o portato all'occhiello e faceva inserire un fiore di mughetto nell'orlo di ognuna delle sue creazioni.Il mughetto era il suo fiore talismano.Esso è stato il simbolo anche di una sua intera collezione nel 1954. Egli aveva creato un abito-mughetto interamente ricamato dalle piccole campanelle del fiore. Nel 1987 la facciata della boutique Dior in Avenue Montaigne era decorata da un ramo di mughetto. 
Nel 2021 è stata realizzata una intera collezione per Dior Maison dedicata al mughetto e disegnata da Cordelia de Castellane.

### La maison Dior oggi
Al giorno d'oggi la maison Dior conta più di 200 boutique in tutto il mondo, di cui diciassette in Italia (3 a Milano, 3 a Roma, 2 a Firenze, Venezia, Portofino, 2 a Capri, Cortina d'Ampezzo, Porto Cervo, Forte dei Marmi, Taormina). La maison Dior dà vita ogni stagione a nuove creazioni di abbigliamento femminile (prêt-à-porter, haute couture, accessori, calzature), di gioielleria e di orologeria.